# الدوري المالطي الممتاز 2009–10
الدوري المالطي الممتاز 2009–10 (بالإنجليزية: 2009–10 Maltese Premier League)‏ هو الموسم 95 من الدوري المالطي الممتاز. أقيم خلال الفترة 21 أغسطس 2009 وحتى 5 مايو 2010، وكان عدد الأندية المشاركة فيه 10، وفاز فيه نادي بيركيركارا.